# Herb Kępna
Herb Kępna – jeden z symboli miasta Kępno i gminy Kępno w postaci herbu.

## Wygląd i symbolika
Herb przedstawia na niebieskiej tarczy herbowej białego łabędzia, stojącego na zielonej kępie. Łabędź mieści się w złotym obramowaniu na płaszczu heraldycznym, z wizerunkiem kobiety z koroną na głowie w klejnocie. 
Jest to herb mówiący, ponieważ kępa, na której stoi łabędź, nawiązuje do nazwy miasta.

## Historia
Herb Kępna pojawił się po raz pierwszy 20 grudnia 1660 w przywileju króla Jana Kazimierza zezwalającym Adamowi z Rudnik Biskupskiemu staroście wieluńskiemu na lokowanie miasta we wsi Kępno. W dokumencie tym znalazł się opis herbu miejskiego wraz z jego wyobrażeniem: „W znaku (...) ma być łabędź białego koloru stojący na zielonej wyspie, od którego miasto wzięło nazwę”.